# Макарова, Татьяна Петровна
Татья́на Петро́вна Мака́рова (25 сентября 1920, Москва — 25 августа 1944, Остроленка) — советская лётчица, командир звена 46-го гвардейского ночного бомбардировочного авиаполка, гвардии лейтенант. Герой Советского Союза.

## Биография
Родилась 25 сентября 1920 года в Москве в семье почтового служащего, который был ранен во время Первой мировой войны. Русская.
Окончила 7 классов школы № 12 города Москвы в 1935. Затем — Московский механико-технологический техникум пищевой промышленности (ныне Московский пищевой колледж) и аэроклуб в 1939 году. Работала техником-кондитером на кондитерской фабрике «Большевик», затем — инструктором в военной авиационной школе.
В Красной Армии с 1941 года. После создания в октябре 1941 года Мариной Расковой женского авиационного отряда  Макарова добровольно вступила в него. В 1942 году окончила Энгельсскую военную авиационную школу пилотов. Член ВКП(б)/КПСС с 1942 года.
В действующей армии на фронтах Великой Отечественной войны с мая 1942 года. Командир звена 588-го ночного легкобомбардировочного авиационного полка.
Макарова участвовала в бомбардировках немецких войск на Северном Кавказе, в Крыму, на Таманском полуострове, на Кубани, в Белоруссии, также в Восточной Пруссии. Осенью 1942 года она была впервые награждена — получила орден Красного Знамени за выполнение боевых задач.
В 1943 году Макарова была повышена до должности командира эскадрильи, но после того, как 8 членов её эскадрильи (4 самолёта) были сбиты над Кубанью за одну ночь, она обвинила в этом себя и попросила понизить её обратно до командира звена. Её подруга Вера Белик также попросила понижения в должности от штурмана эскадрильи до штурмана самолёта, чтобы остаться в её экипаже. Чтобы повысить точность своих атак, Макарова часто опускалась на самолёте вниз до 100-150 метров, прежде чем сбросить бомбы. Она и Вера Белик стали первым экипажем из своего полка, который бомбил немецкую территорию (Восточную Пруссию). В 1944 году Макарову наградили вторым орденом Красного Знамени, потом - орденом Отечественной войны 1-й степени. Всего лётчица совершила 628 боевых ночных вылетов. Сбросила на противника 96 тонн бомб и 300 тысяч листовок. В результате её действий образовалось 103 очага пожаров, уничтожено и повреждено 2 переправы, 2 зенитных точки, 1 прожектор, 2 склада боеприпасов, более двух взводов живой силы врага.
Последний полёт лейтенант Макарова совершила в ночь на 25 августа 1944 года над Польшей. Экипажу удалось сбросить бомбы на цель, но противник заметил их самолёт, включил прожекторы и начал обстрел, но сбил их немецкий истребитель, когда они уже возвращались на свой аэродром. Из-за большой бомбовой нагрузки, которую самолёт должен был нести для более мощной бомбардировки, ни у Макаровой, ни у штурмана Веры Белик не было парашюта, и они обе погибли в горящем самолёте. Похоронены были обе лётчицы в польском городе Остроленка.

## Награды
- Указом Президиума Верховного Совета СССР от 23 февраля 1945 года за образцовое выполнение боевых заданий командования и проявленные мужество и героизм в боях с немецко-фашистскими захватчиками посмертно присвоено звание Героя Советского Союза.
- Орден Ленина;
- Два ордена Красного Знамени;
- Орден Отечественной войны 1-й степени.

## Память

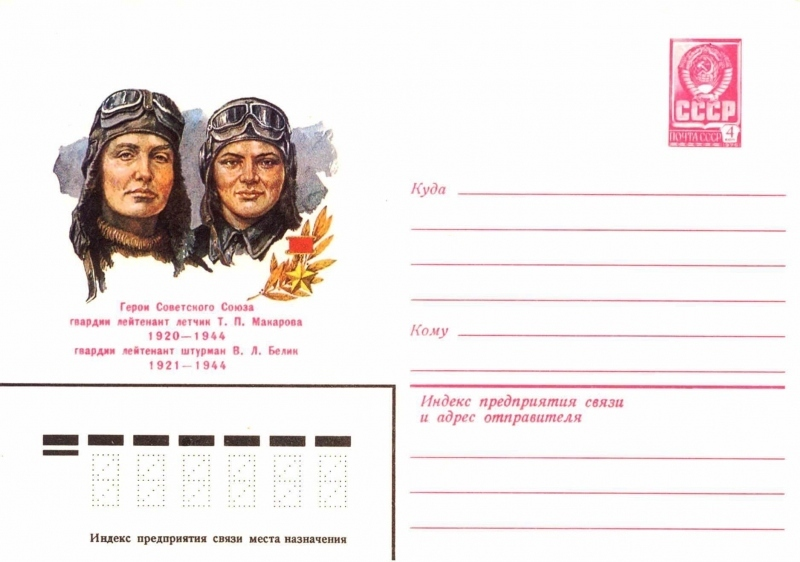
Почтовый конверт СССР: Макарова (слева) и Белик (справа).

- Имя Татьяны Макаровой с 1960 по 1994 год носила Болотная улица в Москве.
- В 2005 году название Улица Татьяны Макаровой получила новая улица в Восточном административном округе Москвы.
- В честь Татьяны Макаровой был выпущен почтовый конверт СССР.